# التدبير الجراحي لسلس البراز
في حالة سلس البراز (إف آي)، يمكن إجراء الجراحة إذا لم تكن الإجراءات المحافظة وحدها كافية للسيطرة على الأعراض. تتواجد العديد من الخيارات الجراحية لعلاج السلس البرازي، ويمكن تقسيمها في 4 مجموعات عامة.
- استعادة وظيفة المصرة المتبقية وتحسينها
  - رأب المصرة (إصلاح المصرة).
  - تصحيح التشوهات الشرجية التي قد تساهم في السلس البرازي.
  - تتبيه العصب العجزي.
- استبدال المصرة أو وظيفتها أو محاكاتها
  - تضييق القناة الشرجية لزيادة مقاومة المخرج دون وضع مكون حركي.
    - تطويق الشرج (إجراء ثيرش).
    - الاستئصال بالترددات الراديوية (إجراء سيكا).
    - تصنيع الشرج غير الحركي بالعضلة الرشيقة (بيو ثيرش).
    - زرع أو حقن الكريات الدقيقة أو الحبيبات المطلية بالكربون أو الدهون الذاتية أو السيليكون أو الكولاجين.

  - الاستبدال الديناميكي للمصرة
    - زرع مصرة معوية اصطناعية (تجديد المصرة)

  - تصنيع الشرج الحركي باستخدام العضلة الرشيقة
    - حقنة حصر التغوط التقدمية (أيه سي إي)/ الرحض الكولوني التقدمي.
    - تحويل البراز (تشكيل فغرة).

إن الفعالية النسبية للخيارات الجراحية فيما يتعلق بعلاج سلس البراز غير معروفة. قد يكون الجمع بين العلاجات الجراحية وغير الجراحية المختلفة الحل الأمثل. اقتُرحت خوارزمية علاج جراحي للسلس البرازي، على الرغم من أن الأمر لم يتضمن بعض الخيارات الجراحية أغلب الظن. يمكن معالجة عيوب المصرة المعزولة مبدئيًا عن طريق رأب المصرة، وإذا فشل ذلك، يمكن تقييم المريض بهدف إجراء تنبيه العصب العجزي. يمكن تقييم العيوب الوظيفية للمصرة الشرجية الخارجية (إي أيه إس) مع المصرة الشرجية الداخلية (آي إيه إس) أو دونها، أي الحالات التي لا تتضمن عيبًا بنيويًا، أو حالات العيب البنيوي المحدود في المصرة الشرجية الخارجية فقط، أو في حالات السلس عصبي المنشأ، بهدف إجراء تنبيه العصب العجزي. في حال فشل ذلك، يستطب إجراء تجديد المصرة مع تصنيع الشرج الحركي بالعضلة الرشيقة أو صنع مصرة شرجية اصطناعية. يمكن علاج العيوب العضلية والعصبية الكبيرة عبر تجديد المصرة مبدئيًا.

## رأب المصرة (إصلاح المصرة)
تهدف هذه العملية إلى إصلاح عيوب المصرة (التي قد تكون مجهولة السبب) أو الأذية الناجمة عن الرض (التي تحدث عادةً بسبب الأذيات الولادية). في حال انفصال المصرة بسبب تمزق، يجمع الإجراء أطراف التمزق معًا مرة أخرى. يعد رأب المصرة الأولي إصلاحًا يُجرى بعد وقت قصير من حدوث الرض، في حين يمكن إجراء إصلاحات أخرى بعد سنوات من الرض الأصلي (إصلاح المصرة الثانوي أو المتأخر)، ويحدث ذلك عادةً بسبب الإخفاق في تشخيص الرض. تقع عيوب المصرة عادةً في القسم الأمامي منها، ويمكن حينها إجراء عملية رأب المصرة الأمامية. حين يتوضع عيب المصرة في القسم الجانبي أو الخلفي، يكون الإجراء أقل نجاحًا. يسبق عملية رأب المصرة الأمامية المتداخلة تحضير الأمعاء، وقد تُطبق المضادات الحيوية. بمجرد أن يصبح المريض تحت التخدير، يُجرى شق أمام فتحة الشرج (العجان الأمامي). يُزال النسيج الندبي ويفصل الغشاء المخاطي للقناة الشرجية عن المصرة المتأذية. تُقطع المصرة وتُجمع نهاياتها تراكبيًا ثم تُخيَّط مرة أخرى معًا. تختلف الطريقة الدقيقة للإجراء، على سبيل المثال قد تُخيط أطراف الشق ببعضها بدلًا من تراكبها، أو يمكن إصلاح المصرتين الخارجية والداخلية كل على حدة ضمن مراحل منفصلة. قد يُدمج أحيانًا إصلاح المصرة مع رأب العضلة الرافعة الأمامي (عملية لشد قاع الحوض). يُترك منزح جراحي لمنع تراكم السوائل. ينصح بإجراء الحمامات المقعدية بعد العملية للحفاظ على النظافة أثناء الشفاء، وتعطى الملينات لتجنب البراز الصلب. تحسن عملية رأب المصرة الأمامية المتداخلة أعراض السلس البرازي على المدى القصير لدى معظم المرضى (50-80%) المصابين بعيوب في المصرة. يتدهور السلس لاحقًا. يعاني معظم الذين خضعوا لهذه العملية من السلس مرة أخرى بعد 5 سنوات. ترتبط النتائج السيئة لهذا الإجراء بتعصيب قاع الحوض (تلف الأعصاب). يعد إصلاح المصرة الأولي غير كافٍ لدى معظم النساء المصابات بتمزق ما بعد الولادة المهبلية. تبقى عيوب المصرة موجودة في معظم الحالات ويظل نحو 50% من لمرضى مصابًا بالسلس البرازي. قد تبقى بعض العيوب في المصرة بعد العملية (كما يتضح من التصوير بالموجات فوق الصوتية الداخلية)، وبالتالي يمكن تكرار الإجراء.